# Дьюар (Оклахома)
Дьюар (англ. Dewar) — місто (англ. town) в США, в окрузі Окмалгі штату Оклахома. Населення — 763 особи (2020).

## Географія
Дьюар розташований за координатами 35°27′28″ пн. ш. 95°56′54″ зх. д. / 35.45778° пн. ш. 95.94833° зх. д. (35.457916, -95.948435).  За даними Бюро перепису населення США в 2010 році місто мало площу 2,35 км², з яких 2,33 км² — суходіл та 0,02 км² — водойми.

## Демографія
Згідно з переписом 2010 року, у місті мешкало 888 осіб у 322 домогосподарствах у складі 239 родин. Густота населення становила 378 осіб/км².  Було 369 помешкань (157/км²).
Расовий склад населення:
| - 61,6 % — білих - 24,1 % — корінних американців - 2,0 % — чорних або афроамериканців - 0,1 % — вихідців з тихоокеанських островів |

До двох чи більше рас належало 11,9 %. Частка іспаномовних становила 1,9 % від усіх жителів.
За віковим діапазоном населення розподілялося таким чином: 28,7 % — особи молодші 18 років, 55,0 % — особи у віці 18—64 років, 16,3 % — особи у віці 65 років та старші. Медіана віку мешканця становила 37,0 року. На 100 осіб жіночої статі у місті припадало 100,9 чоловіків;  на 100 жінок у віці від 18 років та старших — 93,0 чоловіків також старших 18 років.
Середній дохід на одне домашнє господарство  становив 49 311 долар США (медіана — 42 500), а середній дохід на одну сім'ю — 54 705 доларів (медіана — 46 500). Медіана доходів становила 31 477 доларів для чоловіків та 24 559 доларів для жінок. За межею бідності перебувало 16,3 % осіб, у тому числі 25,8 % дітей у віці до 18 років та 10,7 % осіб у віці 65 років та старших.
Цивільне працевлаштоване населення становило 351 осіб. Основні галузі зайнятості: освіта, охорона здоров'я та соціальна допомога — 23,4 %, виробництво — 12,3 %, роздрібна торгівля — 11,1 %, мистецтво, розваги та відпочинок — 10,8 %.